# Stor rundmossa
Stor rundmossa (Rhizomnium magnifolium) är en bladmossart som beskrevs av T. Koponen 1973. Enligt Catalogue of Life ingår Stor rundmossa i släktet rundmossor och familjen Mniaceae, men enligt Dyntaxa är tillhörigheten istället släktet rundmossor och familjen Cinclidiaceae. Arten är reproducerande i Sverige. Inga underarter finns listade i Catalogue of Life.

## Bildgalleri

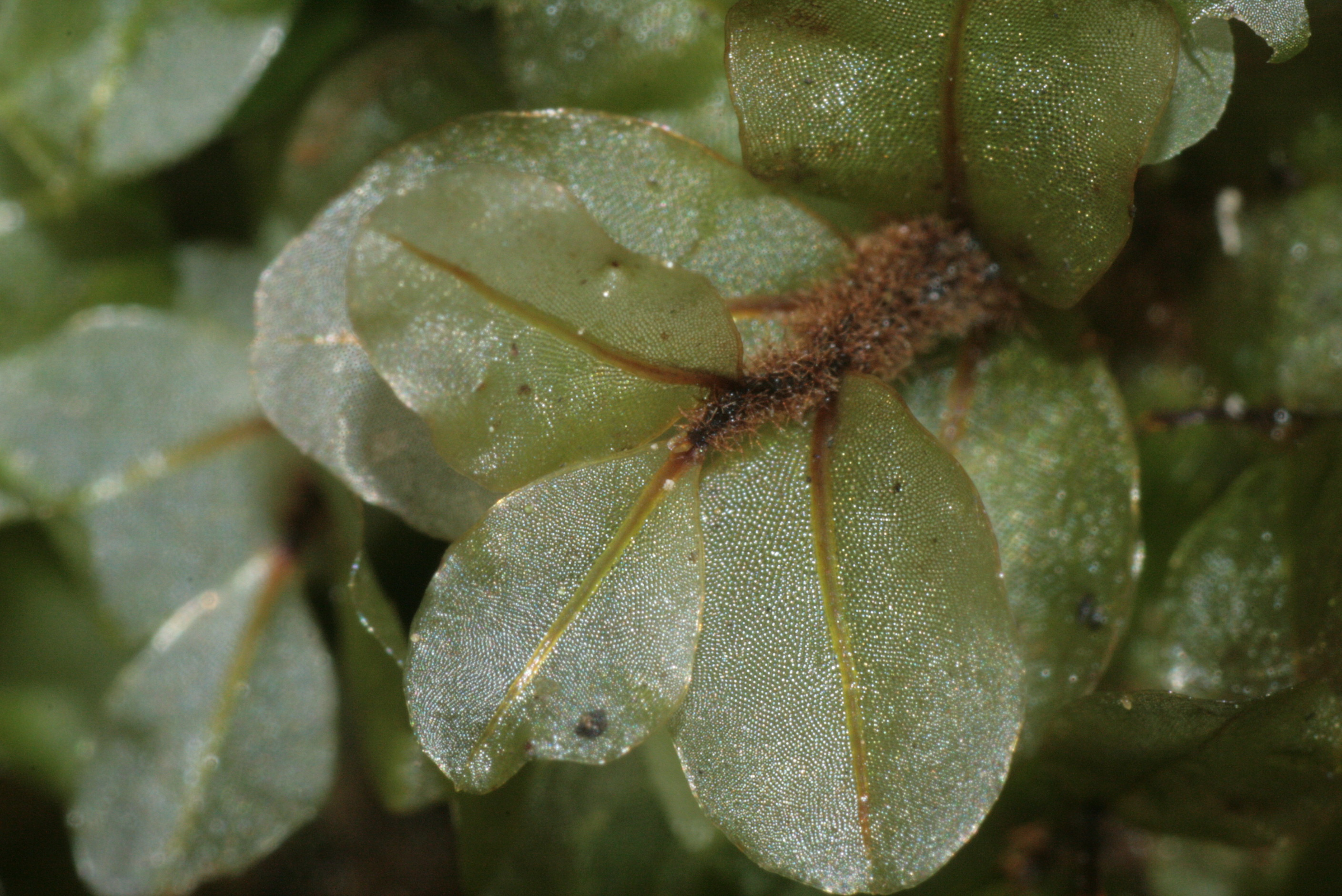
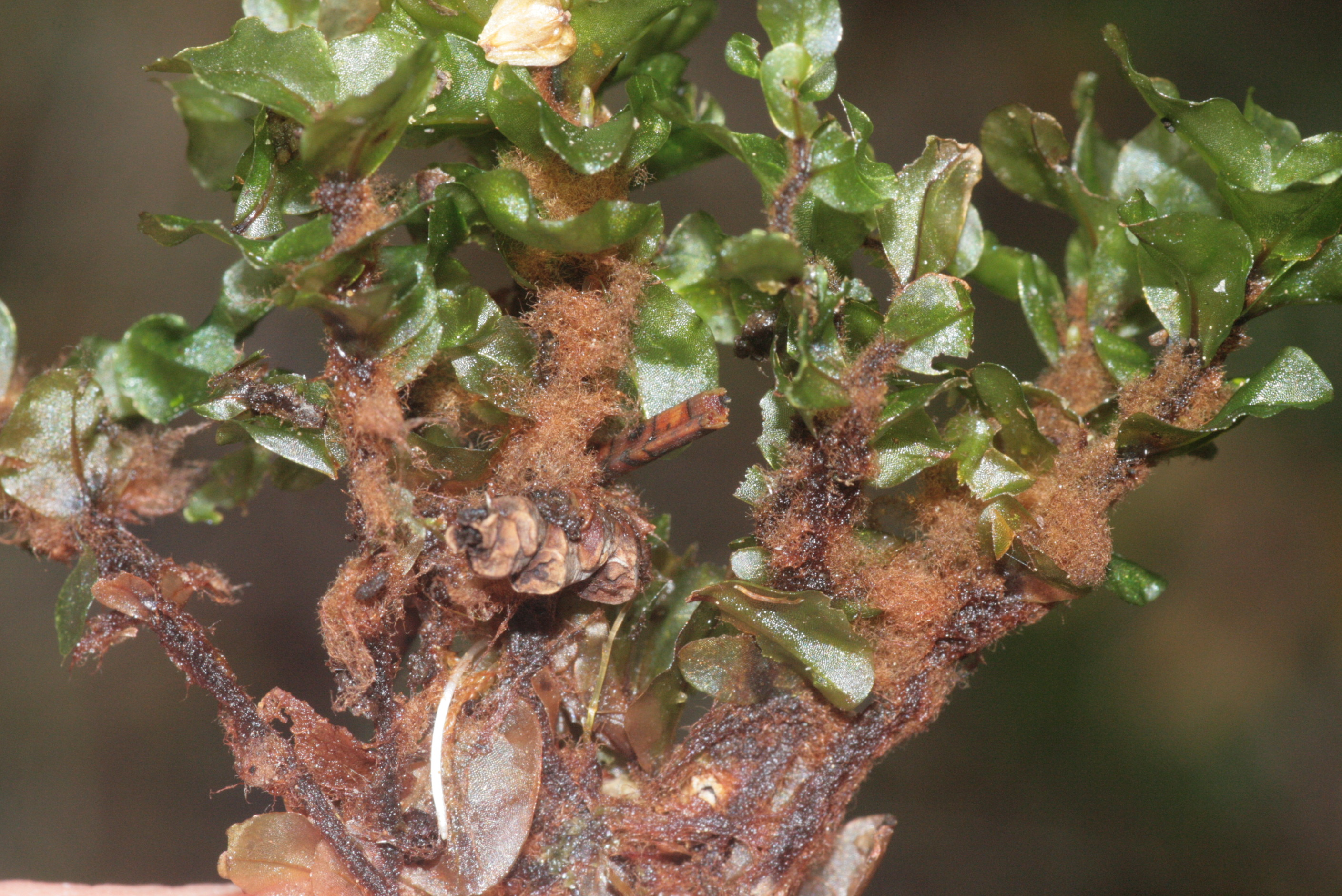
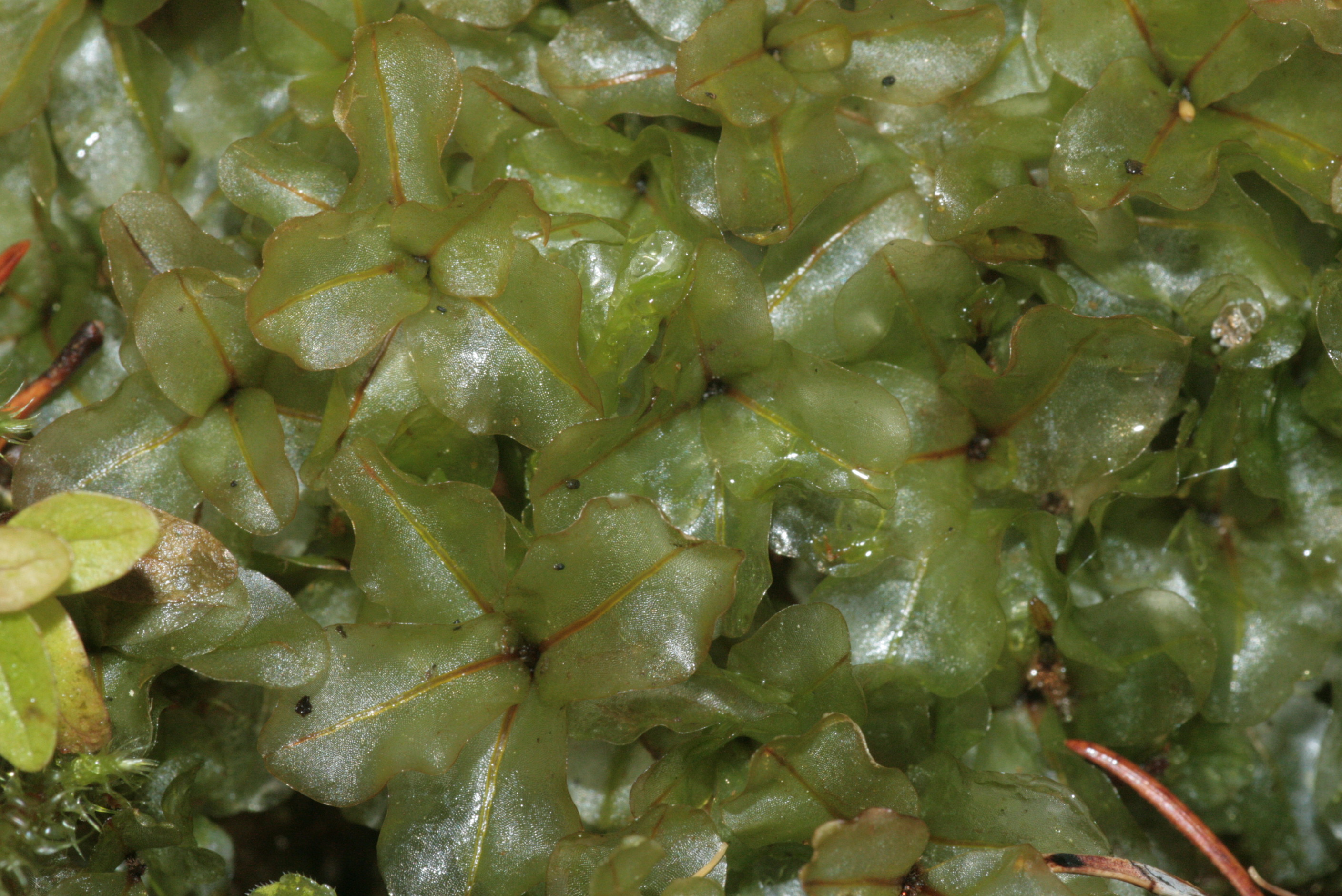
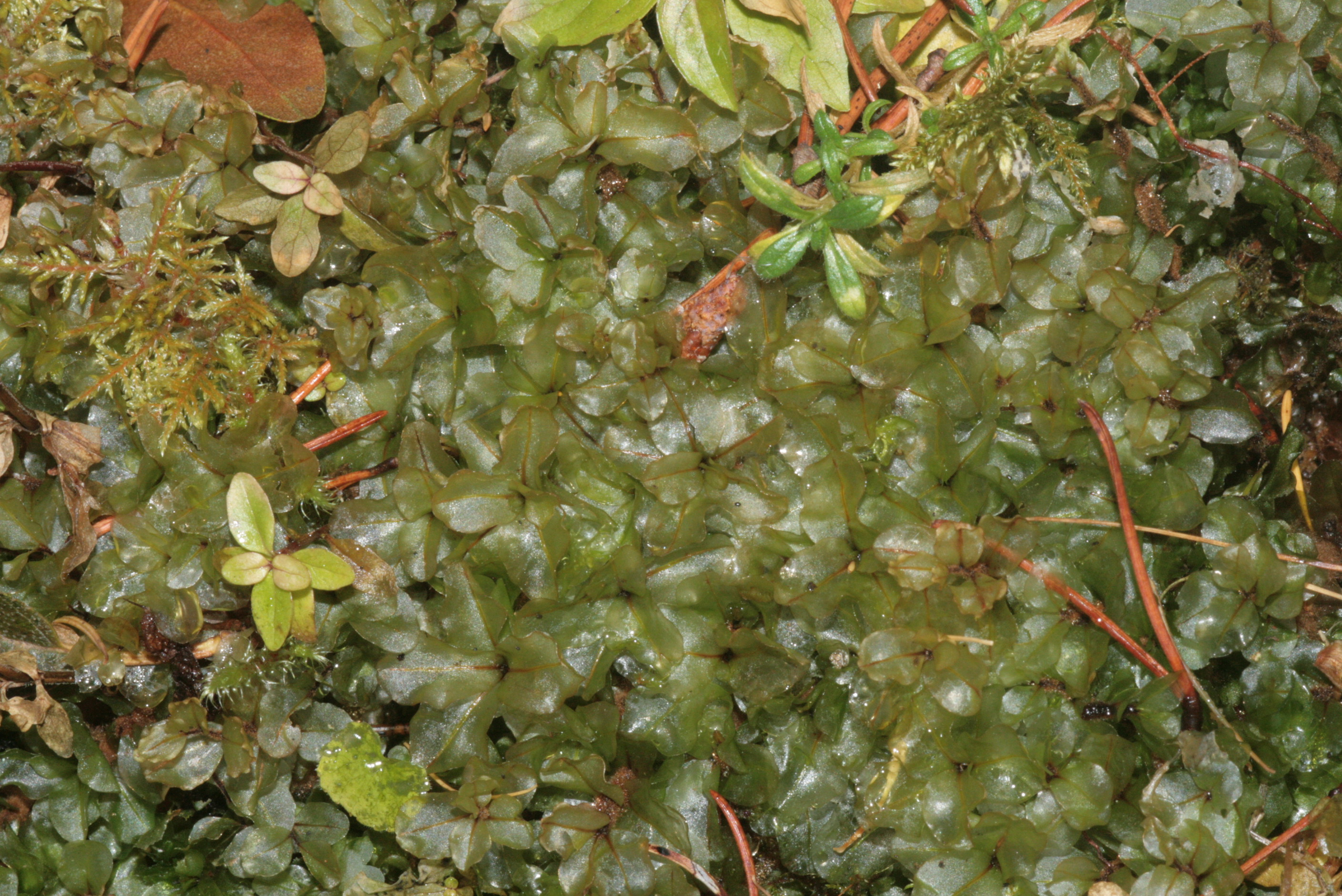
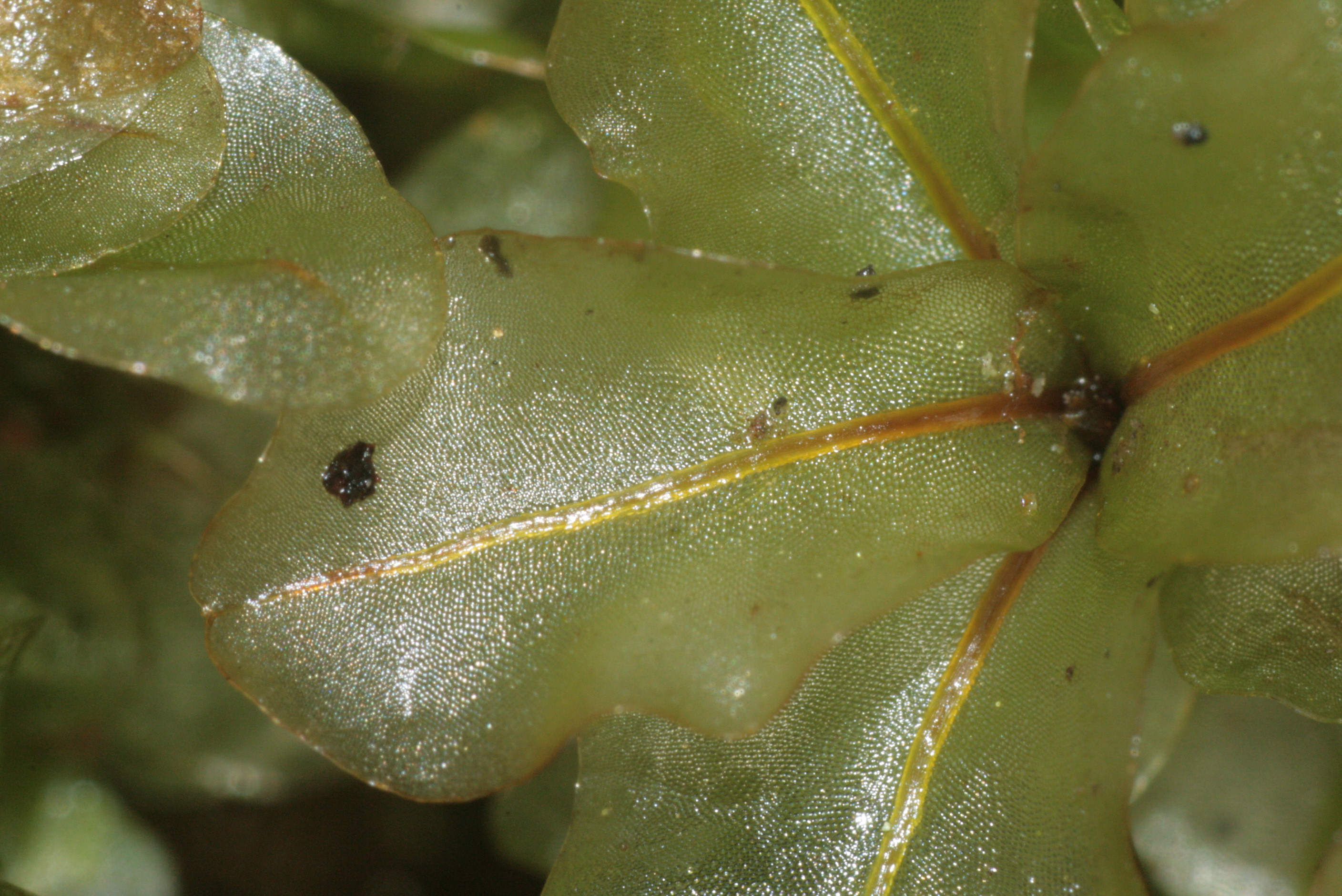
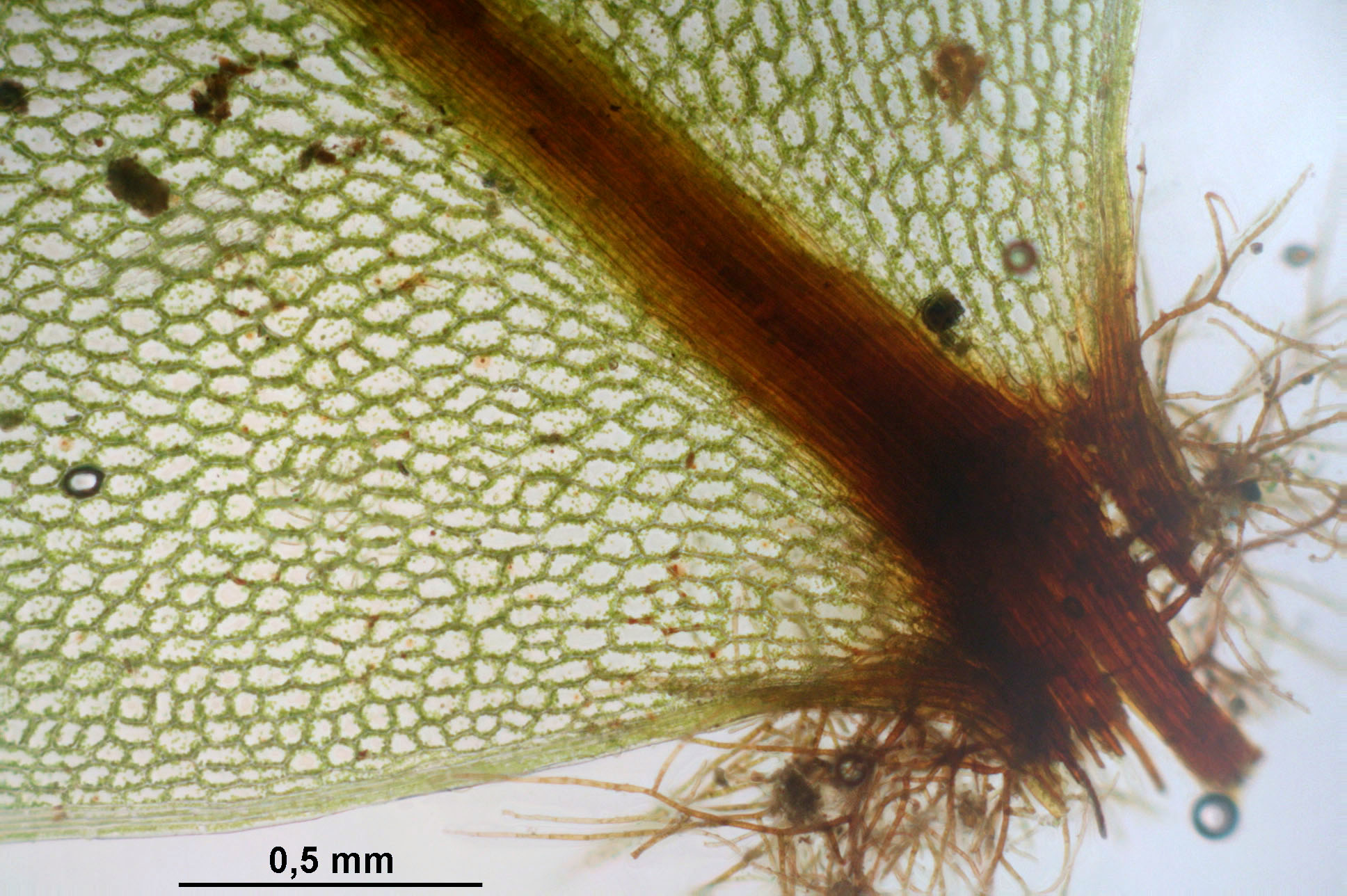